# Carlos Clavería Lizana
Carlos Clavería Lizana (Barcelona, 25 de marzo de 1909 - Oviedo, 16 de junio de 1974) fue un intelectual español miembro de número de la Real Academia Española desde 1972 hasta la fecha de su muerte. Fue un especialista en literatura clásica y autor de varios textos eruditos.

## Biografía
En 1930 se licenció en Derecho por la Universidad de Barcelona, institución por la cual fue becado para estudiar en la Universidad de Múnich hasta 1931. Ese mismo año y hasta 1937 trabajo como lector de Lengua Española en la Universidad de Marburgo del Lahn actividad que desde 1933 también ejerció en la Universidad de Fráncfort. En los años sucesivos también fue lector de Español en la Universidad de Upsala y de Estocolmo.
En 1945 se doctoró en Filosofía y letras por la Universidad de Madrid y desde 1946 hasta 1955 ejerció como profesor de Lenguas Románicas en la Universidad de Pensilvania.
Entre 1950 y 1953 fue catedrático por oposición de Gramática General y Crítica Literaria de la Universidad de Murcia y posteriormente fue profesor de Lengua Española en varias universidades extranjeras como la de Múnich (1955 a 1960), ciudad en la que además fue director del Instituto de España, la de Ámsterdam (otoño de 1959) o la de Los Ángeles (1960 a 1961).
El 14 de enero de 1971 fue elegido por unanimidad como miembro de número de la Real Academia Española donde ocupó el "sillón T" que había dejado vacante Manuel Gómez-Moreno. Germanófono, tradujo del alemán Algunos caracteres de la cultura española, de Karl Vossler.
En la noche del 15 al 16 de junio de 1974 falleció en la localidad de Oviedo.